# Калужский вестник
Калужский вестник (Калужскій Вѣстникъ) — ежедневная, общественная, экономическая, сельскохозяйственная и литературная газета, выходила в Калуге в 1896—98 годы. Газета была частной, умеренно-прогрессивной направленности, пользовалась поддержкой губернатора кн. Голицына. Издателем и редактором сначала была М. Н. Лашманова, потом издателем был В. В. Архангельский, а редактором Ф. Ф. Лашманов. В настоящее время «Калужский Вестник» — библиографическая редкость.

## Статья Циолковского
Газета примечательна тем, что в ней печатались материалы о К. Э. Циолковском, а в № 68 от 26 ноября 1896 году был напечатан «научный фельетон» самого Циолковского «Может ли Земля заявить жителям иных планет о существовании на ней разумных существ». Статья стала ответом на заметку анонимного автора N, опубликованную в «Калужском вестнике» 30 октября. Заметка называлась «Междупланетные сообщения» и была основана на «сообщениях французской прессы» о том, что два француза, Кальман и Верман, якобы разглядели на фотоснимках Марса геометрически правильные рисунки. Заметка N заканчивалась словами:

Почему бы не предположить, что открытые ими на Марсе знаки есть не что иное, как ответ на прошлогоднюю попытку американских астрономов войти в сношения с жителями этой планеты посредством фигур из громадных костров, расположенных на большом пространстве? Во всяком случае, несомненно, что жители Марса оказывают желание сообщаться с нами…

Ответный «фельетон» Циолковский опубликовал через месяц. Статья эта с тех пор не переиздавалась.

## Статья Голубицкого
11 октября 1897 года в рубрике «Местная хроника» «Калужский вестник» (№ 200) напечатал заметку «Нет пророка в отечестве своем», автор которой, местный журналист, утверждал, что за рубежом работы Циолковского известны (что, в общем, не соответствовало действительности) и вопрошал: «Почему же русские ученые сочли нужным „замалчивать“ г. Циолковского?»
Всего через неделю, в № 205 (17 октября 1897 года) в «Вестнике» была опубликована ответная большая статья П. М. Голубицкого «О нашем пророке», посвящённая Циолковскому.